# Маријан Черчек
Маријан Черчек (Загреб, 3. фебруар 1949) бивши је југословенски и хрватски фудбалер.

## Каријера
Рођен је 3. фебруара 1949. године у Загребу. Играо је за загребачки Динамо у периоду од 1967. до 1975, са којим је освојио Куп сајамских градова (1967) и Куп Југославије (1969). Наступао је још за НК Загреб, од 1975. до 1981, где је завршио каријеру.
Прве фудбалске кораке имао је у пионирском и јуниорском тиму Динама. Код Бранка Зебеца постао је првотимац и у великом стилу је одиграо прву финалну утакмицу у Купу сајамских градова против Лидса. Тада је постигао свој први погодак са 18 година. Био је продоран и ефикасан у нападу, најчешће на положају десног крила. Одиграо је 226 званичних утакмица за Динамо и постигао 35 голова.
Играо је један меч за репрезентацију Југославије; 1969. против СССР-а у Београду (резултат 1:3). Био је тренер у омладинској школи Хитрец-Кацијан крајем осамдесетих.

## Успеси
- Динамо Загреб
  - Куп Југославије: 1969.
  - Куп сајамских градова: 1967.